# Achille Pace

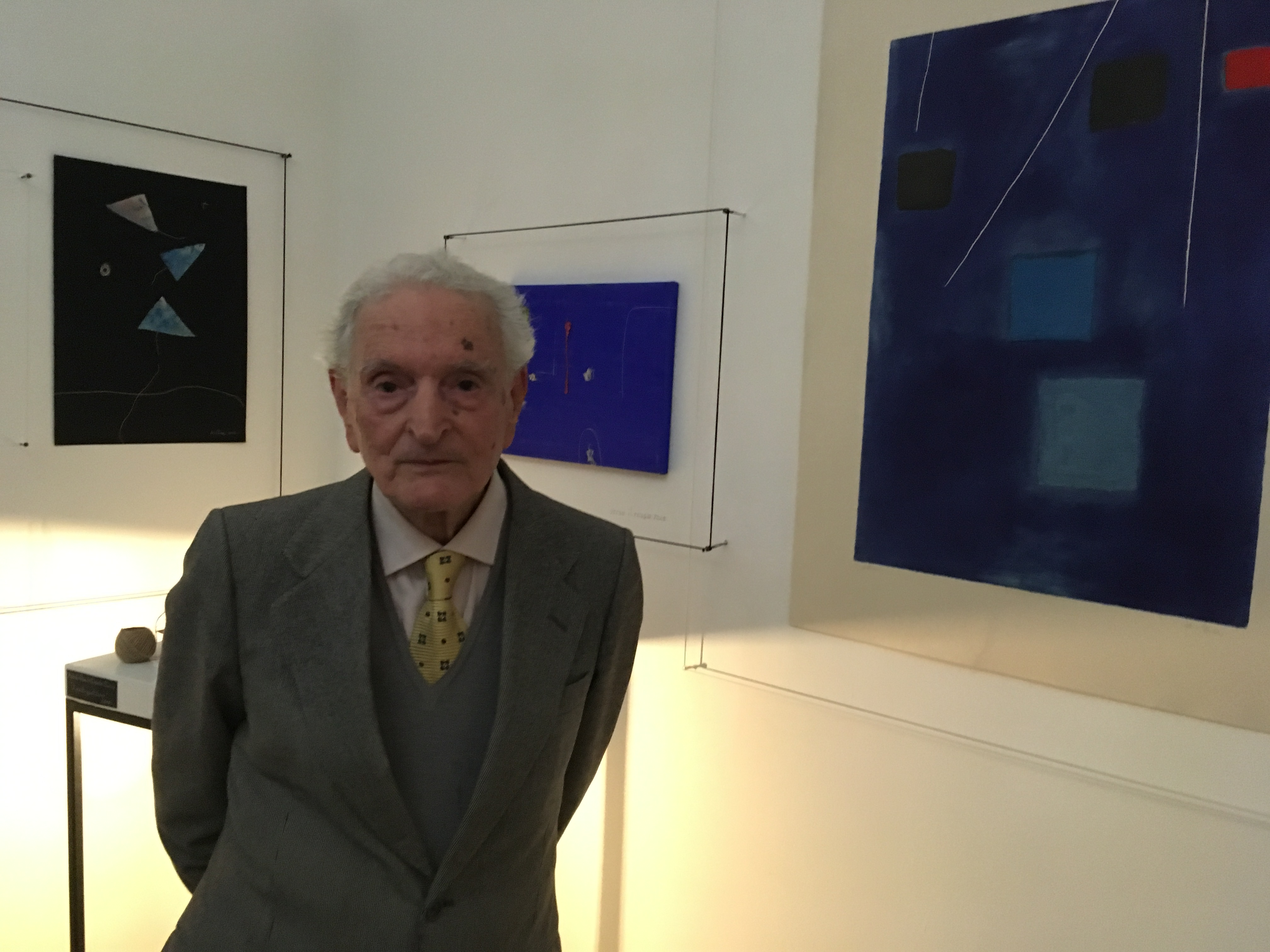
Achille Pace durante la mostra personale Antologica "Sul filo del discorso", presso il centro indipendente di produzione culturale Settimopiano. Novembre 2017

Achille Pace (Termoli, 1º giugno 1923 – Roma, 28 settembre 2021) è stato un pittore italiano del secondo novecento.

## Biografia
Nel 1935 la sua famiglia si trasferisce a Roma. Inizia a dipingere nel 1943 con una pittura soprattutto di paesaggio con riferimenti espressionisti. Dal 1957, dopo un lungo viaggio in Svizzera che gli ha permesso di conoscere l'espressionismo tedesco, ma soprattutto la teoria e le opere di Paul Klee, in un breve giro di tempo cambia radicalmente il suo modo di dipingere: influenzato dall'Action painting americana arrivata in Italia nel dopoguerra, attraversa un breve periodo informale, ma presto comprende che la pura azione irrazionale non può costruire pensiero. Dopo la morte di Jackson Pollock del 1956, inizia ad usare il filo e altri materiali tessili come strumento d'espressione, unendo la pittura alla tecnica dell'assemblage. Già nel 1957 sono presenti opere che usano il filo su sfondo monocromo.
Ha fondato il Premio Termoli che è da considerare dal 1960 e soprattutto nel primo trentennio, un forum internazionale di discussione sullo stato dell'arte.

### La poetica
Achille Pace nel 1960 scrive un testo fondamentale, la sua poetica. Pubblicato nel 1975 per la mostra dal 25 marzo al 24 aprile con opere dal 1958 al 1975 dal titolo “ACHILLE PACE nell'avanguardia romana degli anni sessanta” presso Interart Gallery – Milano. Catalogo con scritti di G.C. Argan e G. Montana.

### Mostre e riconoscimenti
1956 Galleria Giardino, Lugano (personale)
1957 Gemälde Galleria, Arau, Svizzera, (personale)
1957 Galleria La Palma, Locarno, Svizzera (personale)
1959 Salone D'Estate, Galleria S.Marco, Roma
1958 Galleria l'Incontro, Roma, presentazione di Corrado Maltese (personale)
1961 Salone d'Autunno, Galleria S.Marco, Roma
1960 Galleria l'Incontro, Roma, presentazione di Cesare Vivaldi (personale)
1962 Galleria Passeggiata di Ripetta, Roma, presentazione di Enrico Crispolti (personale)
1962 Palazzo Pretorio, Prato - Bargoni, Biggi, Guarneri, Masi, Pace, Venturi
1962 Autoscuola Schiavo, Roma  - Pittura e Musica nell'Ambiente Moderno - con Biggi, Frascà, Pace, Santoro, Turcato, Uncini e i musicisti Arel, Chiari, Gelmetti Koenig
1963 Galleria Ferrari, Verona, (personale) presentazione di Guido Montana, con scritti di G.C. Politi e A. Mozzambani
(da integrare)
1968 Centro di Cultura Democratica, Cagliari (personale) presentazione di Giulio Carlo Argan e Corrado Maltese
1973 Galleria “Il Traghetto” di Venezia
1974 Galleria  “Marcon IV” di Roma (mostra antologica)
1977 Spoleto, Palazzo Ancaiani, mostra antologica nell’ambito del Festival dei Due Mondi. Scritti in catalogo di A. Calderara, V. Sheiwiller, L.V.Masini, S. Sinisi.
1978 Milano “Arte Centro” (personale) con testo di C.Vivaldi.
IX e X Quadriennale di Roma.
1980 Mosca e Leningrado: mostra collettiva “Orientamenti dell’Arte Italiana”.
1980 mostra “Il Tempo del Museo Venezia” organizzata dal Ministero della Pubblica Istruzione in collaborazione con la Biennale di Venezia.
1981 mostra collettiva curata da Nello Ponente al Palazzo delle Esposizioni di Roma “Linee della Ricerca Artistica in Italia 1960-1980”.
1982 XL Biennale di Venezia.
1985 Sala Borromini di Roma: performance, ideata da Achille Pace, una coreografia di danza contemporanea dedicata al “Segno” di Klee. La performance “Incontro con Paul Klee” verrà  ripetuta a Spoleto nelle sale dell'Albornoz nel 2007 e, nello stesso anno, a Villa Mondragone nel Salone dei Congressi dell’Università Tor Vergata di Roma.
1985 mostra antologica alla Galleria Civica di Ascoli Piceno “Il Filo della coerenza” con scritto in catalogo di Giulio Carlo Argan.
1988 Galleria Civica di Paternò nella mostra “Index “ curata da Francesco Gallo.
1990 viene invitato da Maurizio Calvesi per la mostra al Palazzo delle Esposizioni di Roma, “Roma Anni Sessanta”.
1990 mostra personale alla Galleria Soligo di Roma in contemporanea con le mostre alla Galleria Fontanella Borghese di Roma, alla Galleria dei Banchi Nuovi curata da Patrizia Ferri e alla Galleria “Erreci” di Benevento.
1990 la mostra inaugurale del MAACK di Casacalenda presso la Galleria Franco Libertucci curata da Massimo Palumbo, artista e Direttore Artistico della nuova struttura. Nel ventennale dalla nascita della galleria Pace sarà di nuovo invitato e il manifesto riproduce una delle opere più recenti di Achille Pace.
1990 mostra antologica organizzata dal Comune di Paternò, “Infinto e Infinito” curata da Francesco Gallo.
1994 mostra antologica presso la Fondazione “Ager Faliscus”, Faleri Novi, con opere dell’intero corso della sua produzione artistica.
1997 viene nominato membro della Accademia Vaticana di Lettere ed Arti dei Virtuosi al Pantheon
1998 mostra “Gruppo Uno” curata da Patrizia Ferri e Luciano Caramel presso la Galleria Civica di Termoli.
2002 Achille Pace (personale) tenuta alle Scuderie Papali di Frascati, con la partecipazione dell’astronauta Guidoni, del quale vengono esposte gigantografie delle sue riprese spaziali.
2003 mostra “Cinque Maestri dell’Astrattismo Italiano del ‘900” con gli artisti Boille, Bonalumi, Castellani, Pace, Perilli; presentata da Claudio Strinati presso la Galleria Civica di Termoli.
2007 mostra di quattro personali di Boille, Mannucci, Pace e Santoro nella sede del Palazzo dei Congressi di Villa Mondragone; presentata da Stefano Gallo dal titolo “Percorsi dell’Astrazione”. In questa occasione viene riproposta la performance “Omaggio a Klee”(Roma, Palazzo Borromini nel 1985) da Pace ideata.
2013 mostra di opere grafiche negli spazi espositivi di S. Salvatore in Lauro, insieme ai maestri storici. Viene presentato per l’occasione un catalogo contenente la rappresentazione delle opere esposte, dal titolo “Le Stamperie artistiche di Roma”.
2013 personale di Pace: venti grandi opere scelte tra le più significative della sua produzione alla Galleria Civica d’Arte d Termoli, in una mostra “Plus Ultra” curata da Francesco Gallo il quale ha anche curato il testo critico. In questa sede gli viene consegnata una pergamena in cui viene confermato il suo ruolo di Direttore e Sovrintendente della Galleria Civica di Termoli.
2015 Achille Pace: otto grandi opere presso la sede del Museo CAMUSAC di Cassino.
2015 mostra antologica: ventitré grandi opere presso la Galleria “Fontanella Borghese” di Roma.
2016 a Pace viene dedicata dall’Associazione Culturale Kalenarte di Casacalenda (CB) la sala principale della Galleria Civica d’Arte Contemporanea “Franco Libertucci” ribattezzata il filo di Achille Pace.
2017 presso il Museo Archeologico Nazionale d'Abruzzo, LA CIVITELLA, Chieti. Invito da parte della critica d'arte Erminia Turilli e del Direttore del Polo Museale ai beni culturali d'Abruzzo Dott. Lucia Arbace alla mostra del gruppo Atomosfera.7, con omaggio ad Achille Pace ASTRAZIONI PARALLELE
2017 (novembre) mostra antologica "sul filo del discorso" presso 'la stanza degli ospiti' di 'settimopiano' atelier e centro indipendente di produzione culturale diretto da Michele Porsia e Maxim Gostyuzhev. Installazione 'il pasto quotidiano' eseguita a quattro mani dal Maestro Pace e da Michele Porsia
2018 "riflessi e nodi liberi" mostra patrocinata da BJCEM dedicata agli allievi di Achille Pace: opere di Achille Pace, Marbel, Ivana Sfredda, Irene Russo, Michele Porsia, Gianluca Ragni, Roberta Caruso.
2019 “Abstraction of Nature “ a cura di Erminia Turilli,  galleria SMAC di Roma
Il gruppo artistico di Atomosfera.7_Contemporary Art Group, composto da Alfredo Celli, Bruno Di Pietro, Rossano Maria di Cicco Morra, Massimo Pompeo, Anna Seccia, Franco Sinisi presso la Galleria SMAC, Con la mostra celebra l'entrata al suo interno del M° Achille Pace con ruolo di direttore artistico. Lo stesso ruolo che fu a lui assegnato da Giulio Carlo Argan nel Gruppo Uno del 1962. A distanza di 57 anni il maestro Achille Pace ritorna ad essere ispiratore di segni e forme dell'Arte contemporanea individuando sei eredi della sua imponente opera artistica
| Controllo di autorità | VIAF (EN) 36156374121707710003 · SBN SBLV099437 · BAV 495/312103 · GND (DE) 123044227 |